# Amt Pinnau
La comunità amministrativa di Pinnau (Amt Pinnau) si trova nel circondario di Pinneberg nello Schleswig-Holstein, in Germania.

## Suddivisione
Comprende 5 comuni:
1. Borstel-Hohenraden (2 458)
2. Ellerbek (4 289)
3. Kummerfeld (2 377)
4. Prisdorf (2 275)
5. Tangstedt (2 293)

Il capoluogo è Rellingen.